# Pély
Pély je vas na Madžarskem, ki upravno spada pod podregijo Hevesi Županije Heves.